# 栃木県道269号太平山公園線

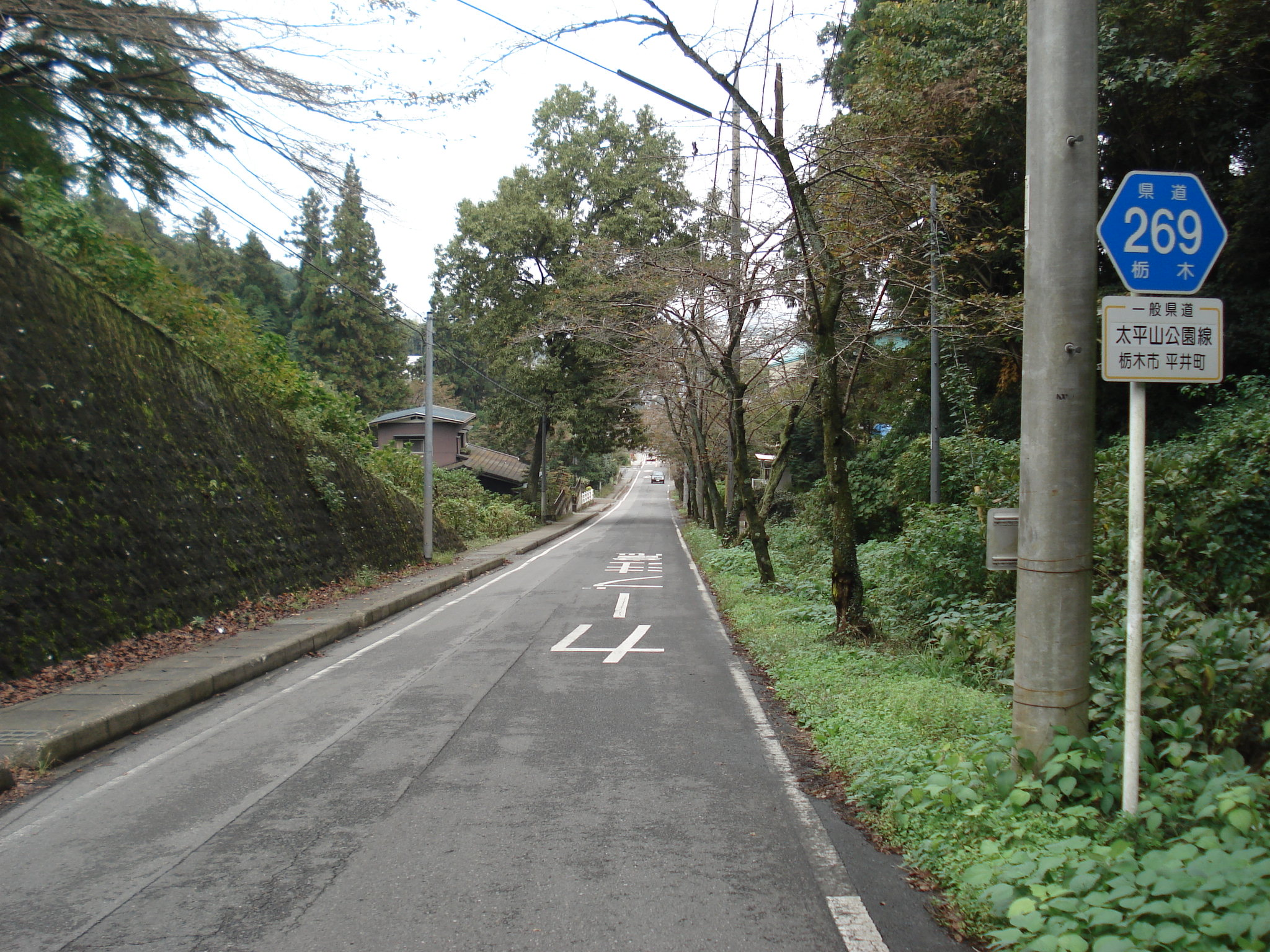
栃木市平井町（起点）付近

栃木県道269号太平山公園線（とちぎけんどう269ごう おおひらさんこうえんせん）は、栃木県栃木市内を通り栃木市街と太平山を結ぶ一般県道である。
2008年（平成20年）4月1日に路線名称が大平山公園線から太平山公園線へ実情に合わせ変更された。
なお、県道指定区間は國學院大學栃木短期大学先の登山口までであり、その先の太平山周遊道路は県道ではない。

## 路線概要
- 指定：1961年（昭和36年）4月1日
- 実延長：3.417km[1]
- 起点：栃木県栃木市平井町
- 終点：栃木県栃木市祝町（祝町交差点=栃木県道75号栃木佐野線交点）

## 交差する主な道路
- 栃木県道309号栃木環状線（栃木市片柳町5丁目）

## 沿線施設
- 下都賀総合病院
- 栃木県立栃木女子高等学校
- 栃木県立栃木商業高等学校
- 國學院大學栃木短期大学
- 國學院大學栃木中学校・高等学校